# Cable One
Cable One was het eerste commerciële radiostation dat in Nederland te ontvangen was. Bekende dj's van het station waren Tom Mulder, Kas van Iersel en Linda de Mol. Omdat commerciële radio in Nederland tot 1992 verboden was, zond Cable One uit via de zogeheten U-bochtconstructie. De rechter verbood de manier waarop Cable One dat deed echter, waardoor het station al na anderhalf jaar noodgedwongen moest stoppen met uitzenden.

## Geschiedenis
Na het einde van de zeezenderperiode op 31 augustus 1974 richtte het Nederlandse luisterpubliek zich vooral op de publieke radiostations. Commerciële radio en televisie was in Nederland nog niet toegestaan. De Vlaamse zender Radio Mi Amigo (1974-1979), samen met Radio Caroline op een zendschip voor de Britse kust, had in Nederland ook nog behoorlijke impact. De Nederlandse zeezender Radio Monique, sinds 1984 eveneens gecombineerd uitzendend met Radio Caroline vanaf een zendschip voor de Britse kust, had niet meer dat succes dat Veronica en Noordzee ooit gekend hadden. De Nederlandse luisteraar en vooral de nieuwe generatie tieners hadden definitief FM-kwaliteit verkozen boven de ouderwetse Middengolf waarop de zeezenders uitzonden. Eind jaren 80 was het zeezendertijdperk definitief voorbij. Toen was ondertussen een zogeheten 'U-bochtconstructie' bedacht om in Nederland toch commerciële radio te kunnen realiseren. Hierbij ging het erom dat die commerciële radiostations formeel buitenlands waren en zich ook op andere landen dan Nederland richtten. Buitenlandse commerciële zenders mochten namelijk wel worden doorgegeven via Nederlandse kabelnetten.
Cable One ging op 8 februari 1988 van start als initiatief van Willem van Kooten en Ad Ossendrijver. Het station was formeel een Britse onderneming en was bij de start onder meer te ontvangen op de kabelnetten van Amsterdam en Rotterdam, maar ook op die van Glasgow en Berlijn. Om het Europese karakter van het station te benadrukken, waren de jingles in het Engels gezongen en spraken de meeste dj's een mengelmoes van Nederlands en Engels, een door Willem van Kooten bedacht taaltje dat hij 'Eurowaals' doopte. Ook de slogan was Engels: 'The Station of the Stars'.
Binnen enkele maanden na de start van Cable One werden ook Radio 10 en Sky Radio gelanceerd, eveneens via een U-bocht constructie. Omdat de commerciële kabelstations vrij snel aan populariteit wonnen, ten koste van de publieke radiozenders, spande de NOS in 1989 een rechtszaak aan tegen de kabelexploitant van Gouda om Cable One van de kabel te krijgen. De NOS won de rechtszaak en onder dreiging van een flinke dwangsom verdween Cable One van de kabel.
Nadat de tv-zenders TV10 en RTL Véronique aan hadden gekondigd om ook via een U-bocht constructie in Nederland uit te gaan zenden, startte het Commissariaat voor de Media een onderzoek naar de U-bochtconstructie. De conclusie: Radio 10, Sky Radio en RTL Véronique waren buitenlandse zenders, Cable One en TV10 waren Nederlands en dus niet toegestaan volgens de wet. Hierna verdween Cable One ook van de satelliet en viel definitief het doek voor de zender. TV10 werd al voor de eerste uitzending opgeheven.

## Programma's
Cable One hanteerde een middle of the road format (MOR) met gouwe ouwen uit de jaren zestig en zeventig, aangevuld met easy listening uit de jaren 80. De programma's werden gepresenteerd door onder meer Tom Mulder, Kas van Iersel, Linda de Mol, Joost den Draaijer (Willem van Kooten), Yvonne Keeley en Karl Hammer. Cable 1 had een eigen nieuwsdienst, met nieuws dat in het Nederlands en Engels werd gepresenteerd. Presentator Karl Hammer ontdekte enkele jaren later een maas in de Europese mediawetgeving (het zogenaamde 'dubbelbeleg') waardoor commerciële radio niet langer tot de kabel was beperkt maar ook in de ether mocht worden uitgezonden.